# Halvard Hoff
Halvard Hoff, né le 4 octobre 1884 à Gjøvik et mort le 11 janvier 1925, est un acteur norvégien.

## Filmographie
- 1919 : Le Président (Præsidenten)
- 1921 : Pages arrachées au livre de Satan (Blade af Satans bog)